# Taiwan
|  | Aquest article tracta sobre l'illa a l'oceà Pacífic. Si cerqueu l'estat localitzat en aquesta illa, vegeu «República de la Xina». |

Taiwan (en xinès tradicional: 台灣, en xinès simplificat: 台湾), tradicionalment coneguda amb el nom portuguès de Formosa, és una illa davant la costa de la Xina, de la qual està separada per l'estret de Taiwan. Al nord, se situa el mar de la Xina oriental, i al sud el mar de la Xina meridional, mentre que la costa oriental de l'illa està banyada per l'oceà Pacífic. Té una extensió de 35.801 km² i una població de vora 23 milions d'habitants. La ciutat principal n'és Taipei.
Al segle xvii, arran de la caiguda de la dinastia Ming, a l'illa s'hi va crear el Regne de Tungning (1661-1683), liderat per Koxinga, amb l'objectiu de foragitar la nova dinastia, els Qing, i restaurar-hi el poder dels Ming.
El 1895, arran de la signatura del tractat de Shimonoseki, que posava fi a la Primera Guerra sinojaponesa, la Xina va cedir Taiwan al Japó. Un grup d'oficials xinesos van intentar evitar-ho creant la República de Formosa.
Des del 1949, l'illa està sota el règim polític de la República de la Xina, estat que governava tota la Xina fins a la fi de la guerra civil xinesa entre el Guomindang i el Partit Comunista de la Xina, quan els segons aconseguiren el control del territori continental i proclamaren la República Popular de la Xina.

## Història

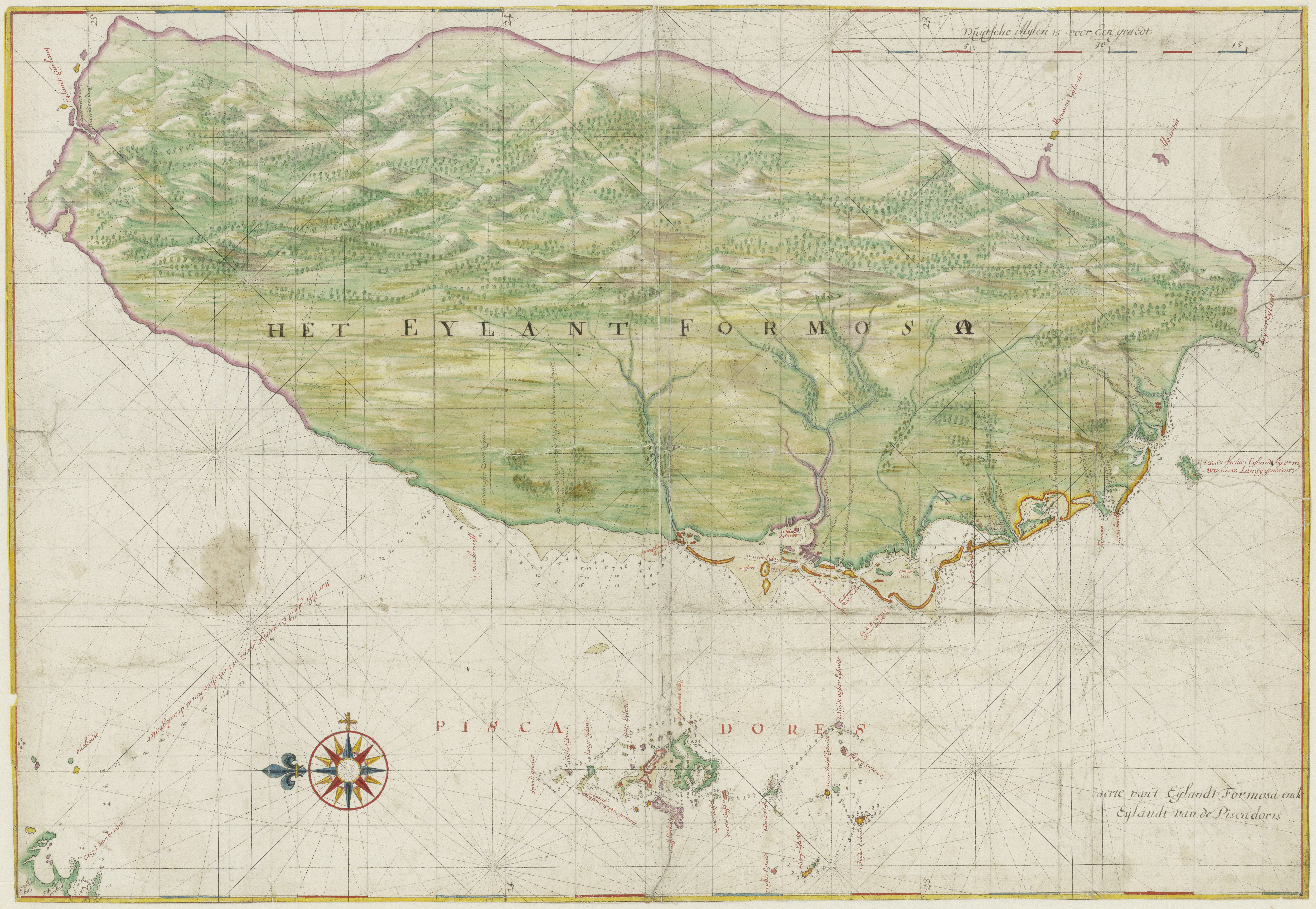
Mapa neerlandès de Formosa i les illes Pescadors del cartògraf Johannes Vingboons, conservat a l'Arxiu Nacional dels Països Baixos, a La Haia.

L'illa de Taiwan ha estat habitada des de fa almenys 30.000 anys. Encara que no es coneixen les característiques dels pobles més antics que van viure a l'illa, sembla que des de fa al voltant de 4.000 anys, la població permanent va pertànyer al grup lingüístic malaiopolinesi. En l'actualitat, els malaiopolinesis s'estenen des de l'illa de Pasqua al Pacífic occidental fins a l'illa de Madagascar davant les costes d'Àfrica. Aquest domini lingüístic forma un triangle amb Taiwan com a vèrtex septentrional.
Alguns arqueòlegs han expressat la convicció que les cultures paleolítiques i neolítiques de Taiwan mostren una enorme similitud amb les cultures coetànies de la Xina continental, tot i que és possible que aquestes conclusions estiguin influïdes per postures ideològiques nacionalistes.
Fins al segle xvi, la població malaiopolinèsia de Taiwan va viure en societats agrícoles poc desenvolupades. La manca de llenguatge escrit fa que es conegui molt poc d'aquesta part de la història taiwanesa. Serà a partir del segle xvi quan l'illa de Taiwan entrarà en passar a ser controlada per neerlandesos, espanyols i per l'Imperi xinès de la dinastia Qing. Aquest últim acabaria cedint l'illa al Japó, després de la derrota a la Primera Guerra Sinojaponesa pel Tractat de Shimonoseki. Diversos oficials Qing a Taiwan van decidir resistir la cessió de Taiwan al Japó i el 23 de maig de 1895 van declarar que l'illa era una República de Formosa. El 29 de maig, les forces japoneses al comandament de l'almirall Motonori Kabayama van desembarcar al nord de Taiwan, i en una campanya de cinc mesos van derrotar les forces republicanes i van ocupar les principals ciutats de l'illa. La campanya va acabar efectivament el 21 d'octubre de 1895, amb la fugida de Liu Yongfu, el segon president republicà, i la rendició de la capital republicana Tainan.
L'illa va tornar a la sobirania xinesa el 1945, després de la derrota japonesa a la Segona Guerra Mundial. El 1949, Taiwan va esdevenir el refugi dels nacionalistes xinesos del Kuomintang, perdedors de la Guerra Civil Xinesa davant del Partit Comunista de la Xina. La Guerra de Corea va impedir als comunistes xinesos conquerir l'illa, i s'ha mantingut fins a l'actualitat sota el règim de la República de la Xina, tot i que la República Popular de la Xina també en reclama la sobirania.

## Toponímia
El 1624, els mariners holandesos, sota l'ègida de la Companyia Neerlandesa de les Índies Orientals, van aterrar a la costa oest de l'illa. L'empresa hi va instal·lar una sucursal, a la ciutat actual d'Anping (安平) que forma part de la zona urbana de Tainan (xinès simplificat: 台南, literalment 'Sud de Taiwan', A diferència de Taipei (xinès simplificat: 台北, literalment 'Nord de Taiwan'). En aquell moment, la ciutat estava ocupada per un poble indígena: el Siraya. Aleshores es tractava d'un poble que vivia a les planes, en contrast amb els pobles indígenes més coneguts actualment, que ocupen les muntanyes de l'illa. La ciutat d'Anping es va anomenar llavors com daouan en la llengua del Siraya. Va ser transcrit per, literalment 'gran badia', 台員, 大員, 台圓, 大圓 i 台窩灣 pels xinesos. Els holandesos van transcriure el so amb l'alfabet llatí per Taiwan (del xinès: 臺灣; pinyin: táiwān) i l'ús 'anar a [la ciutat de] Taiwan' va donar el seu nom a aquesta illa.
Durant molt de temps es coneixerà com a Formosa en la majoria de llengües europees (durant tot el període anterior als anys seixanta), ja que pels mariners portuguesos era l'Ilha Formosa, 'bella illa'.

## Geografia

### Topografia
L'illa de Taiwan adequat (incloent-hi algunes petites illes veïnes que estan geogràficament s'associen amb ell) té una superfície de 36.008 km². Té una longitud màxima de 394 km i una amplada màxima de 144 km. L'illa de Taiwan es troba al sud-est de la Xina i la separa l'estret de Taiwan o l'estret de Formosa, que com a mínim entre Taiwan i la Xina continental té amplada de 150 km.

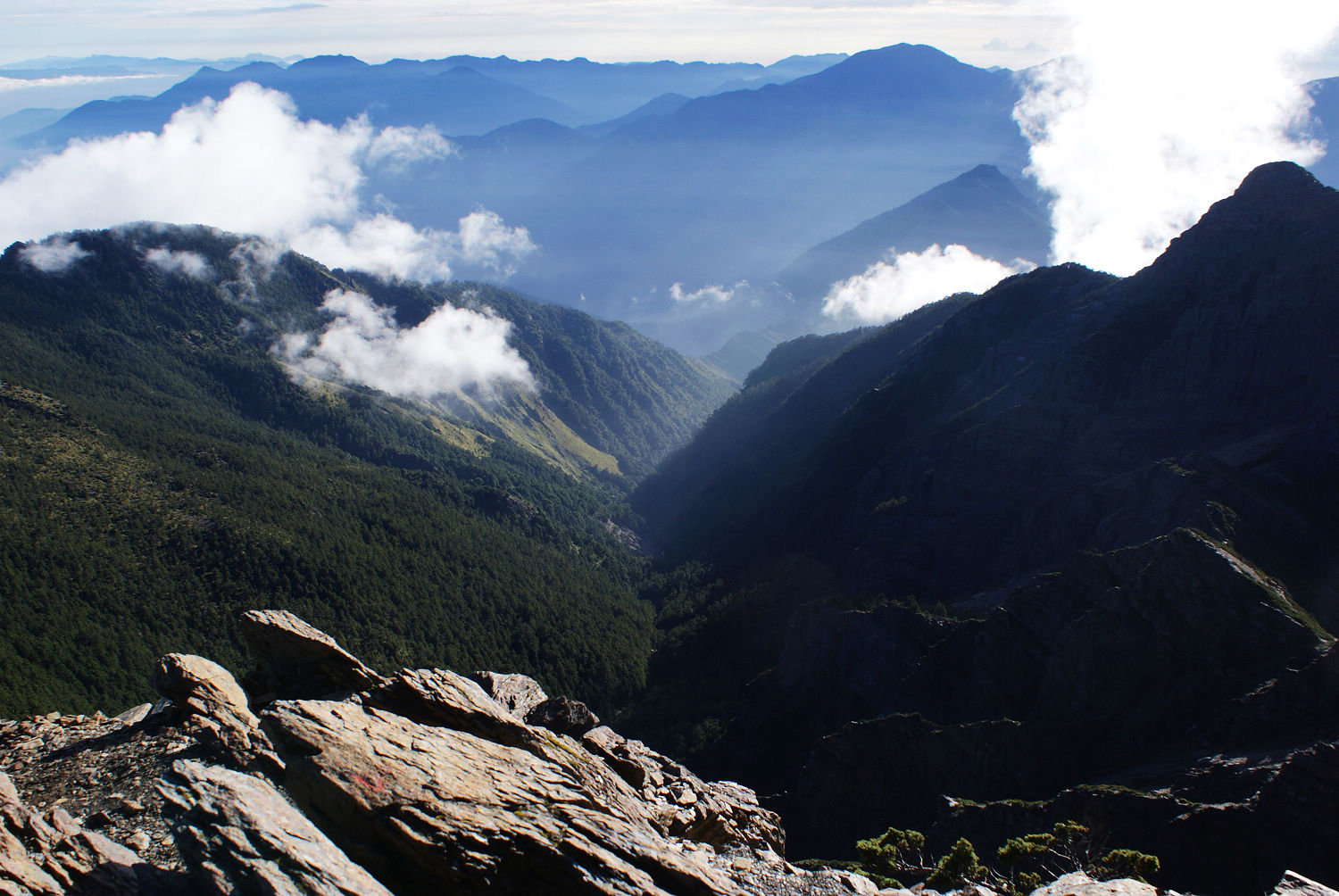
Vista de les muntanyes taiwaneses des del cim del Yu Shan.

L'illa de Taiwan forma part de l'anell de foc del Pacífic (una cinta de 452 volcans que ondula la serralada andina amb Nova Zelanda) i és una extensió directa del Japó; per tant, també està sotmès a terratrèmols. Al nord de Taipei, Datun continua activa, i l'amenaça d'una erupció, després de cinc mil anys de son, és presa molt seriosament pels vulcanòlegs de l'observatori nacional. Davant del seu cràter estripat, la seva germana gran, la muntanya de les set estrelles, continua escopint les seves fumaroles. La intensa activitat geotèrmica va provocar que brollessin més de 150 deus d'aigua termal del terra (en xinès: 温泉 wēnquán). L'illa, situada en una zona de subducció –on la placa tectònica euroasiàtica s'enfonsa per sota de la de les Filipines-, està sotmesa a freqüents terratrèmols, com el 1999, quan uns tremolors de magnitud 7,3 van provocar prop de 2.500 morts i desperfectes valorats en set mil milions d'euros. Les muntanyes de la Serralada Central, l'eix vertebrador que sosté l'illa de nord a sud, encara porten les cicatrius d'esllavissades.
L'illa està coberta majoritàriament de muntanyes, però la part occidental és plana al centre i al sud. El pic més alt és la muntanya Yu Shan (玉山Yùshān, muntanya de jade) que s'eleva a 3.952 metres.
Taiwan té paisatges variats, que s’alternen entre cims nevats, boscos tropicals i esculls de corall.
Des del 1987 i la creació d’un ministeri de protecció del medi ambient, han sorgit vuit parcs nacionals, vint reserves i una trentena d’àrees d’hàbitats naturals preservats, que contenen prop de 20% del territori.

### Relleu

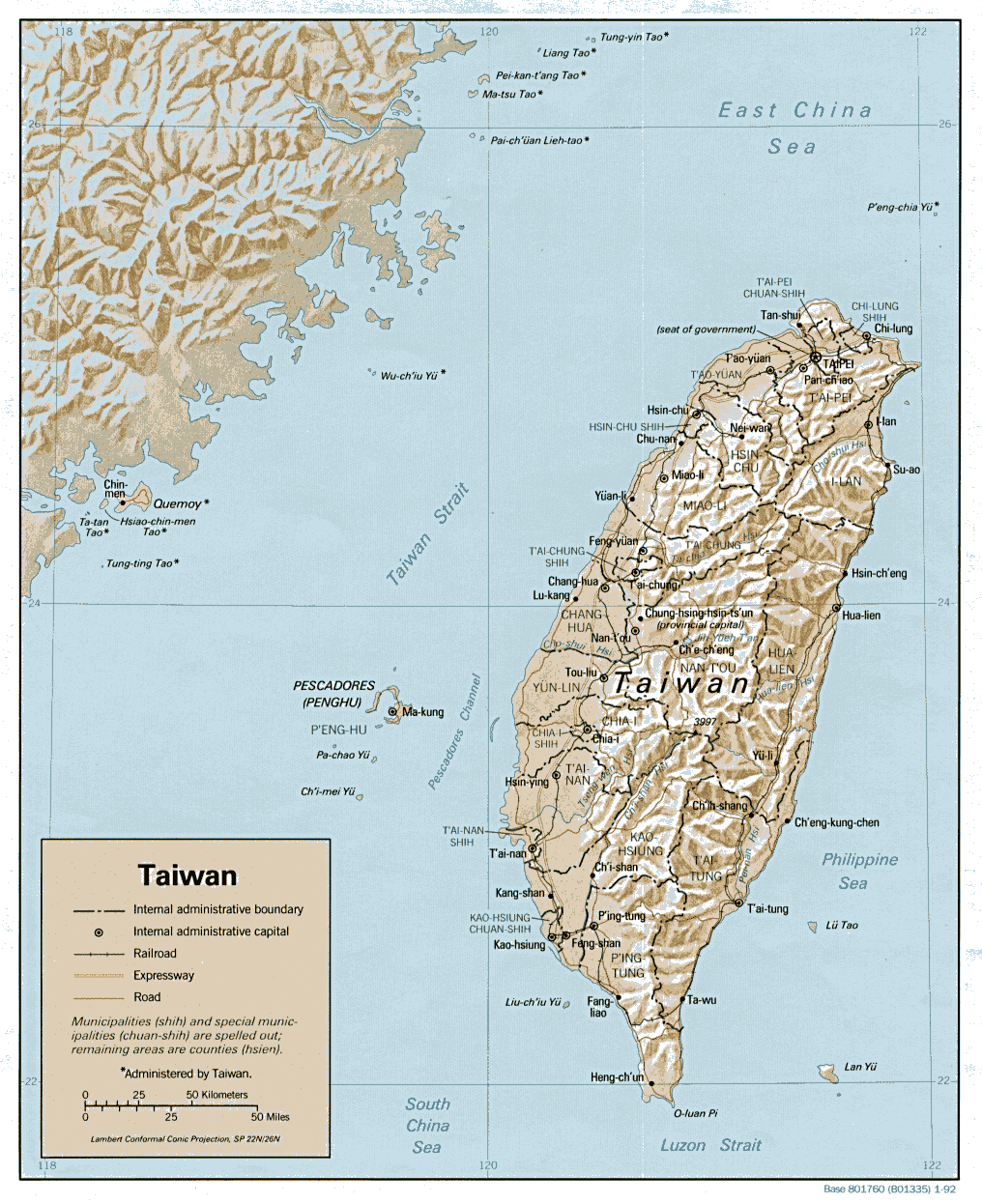
Un mapa en relleu de Taiwan

El terreny de Taiwan es divideix en dues parts: les planes planes i suaument ondulades a l'oest, on viu el 90% de la població, i les muntanyes cobertes de boscos majoritàriament escarpades als dos terços orientals.
La part oriental de l'illa està dominada per cinc cadenes muntanyoses, cadascuna va de nord-nord-est a sud-sud-oest, aproximadament paral·lela a la costa est de l'illa. Com a grup, fan 330 km de nord a sud i una mitjana d'uns 80 km d'est a oest. Inclouen més de dos-cents cims amb elevacions de més de 3000 m.
La Serralada Central s'estén des de Su'ao al nord-est fins a Eluanbi a l'extrem sud de l'illa, formant una carena d'alta muntanya i servint com a principal conca hidrogràfica de l'illa. Les muntanyes estan formades predominantment per formacions rocoses dures resistents a la intempèrie i l'erosió, tot i que les fortes pluges han marcat profundament els costats amb congostos i valls afilades. El relleu relatiu del terreny acostuma a ser extens, i les muntanyes revestides de boscos són gairebé impenetrables. El vessant est de la serralada central és el vessant de la muntanya més escarpada de Taiwan, amb escarpes de falles que oscil·len entre 120 a 1200 m d'alçada. El parc nacional de Taroko, al costat oriental de la serralada, té bons exemples de terreny muntanyós, congostos i erosió causada per un riu que flueix ràpidament.
La serralada de la costa est s'estén per la costa est de l'illa des de la desembocadura del riu Hualien al nord fins al comtat de Taitung al sud, i consisteix principalment en pedra sorrenca i pissarra. Està separat de la Serralada Central per l'estreta Vall de Huatung, a una altitud de 120 m. Tot i que Hsinkangshan (新港山), el cim més alt, arriba a una cota de 1682 m, la major part de la serralada està formada per grans turons. S'han desenvolupat petits rierols als flancs, però només un riu gran talla la serralada. Els badlands es troben al peu occidental de la serra, on el nivell de les aigües subterrànies és el més baix i les formacions rocoses són les menys resistents a la intempèrie. Els esculls de corall elevats al llarg de la costa est i les freqüents ocurrències de terratrèmols a la vall del rift indiquen que el bloc de falla encara està augmentant.
Les serres a l'oest de la serralada Central es divideixen en dos grups separats per la conca del llac Sun Moon al centre de l'illa. Els rius Dadu i Zhuoshui flueixen des dels vessants occidentals de la Serralada Central a través de la conca fins a la costa oest de l'illa.
La serralada de Xueshan es troba al nord-oest de la serralada central, començant a Sandiaojiao, l'extrem nord-est de l'illa, i guanyant elevació a mesura que s'estén al sud-oest cap al comtat de Nantou. Xueshan, el cim principal, és de 3886 m d'alt.

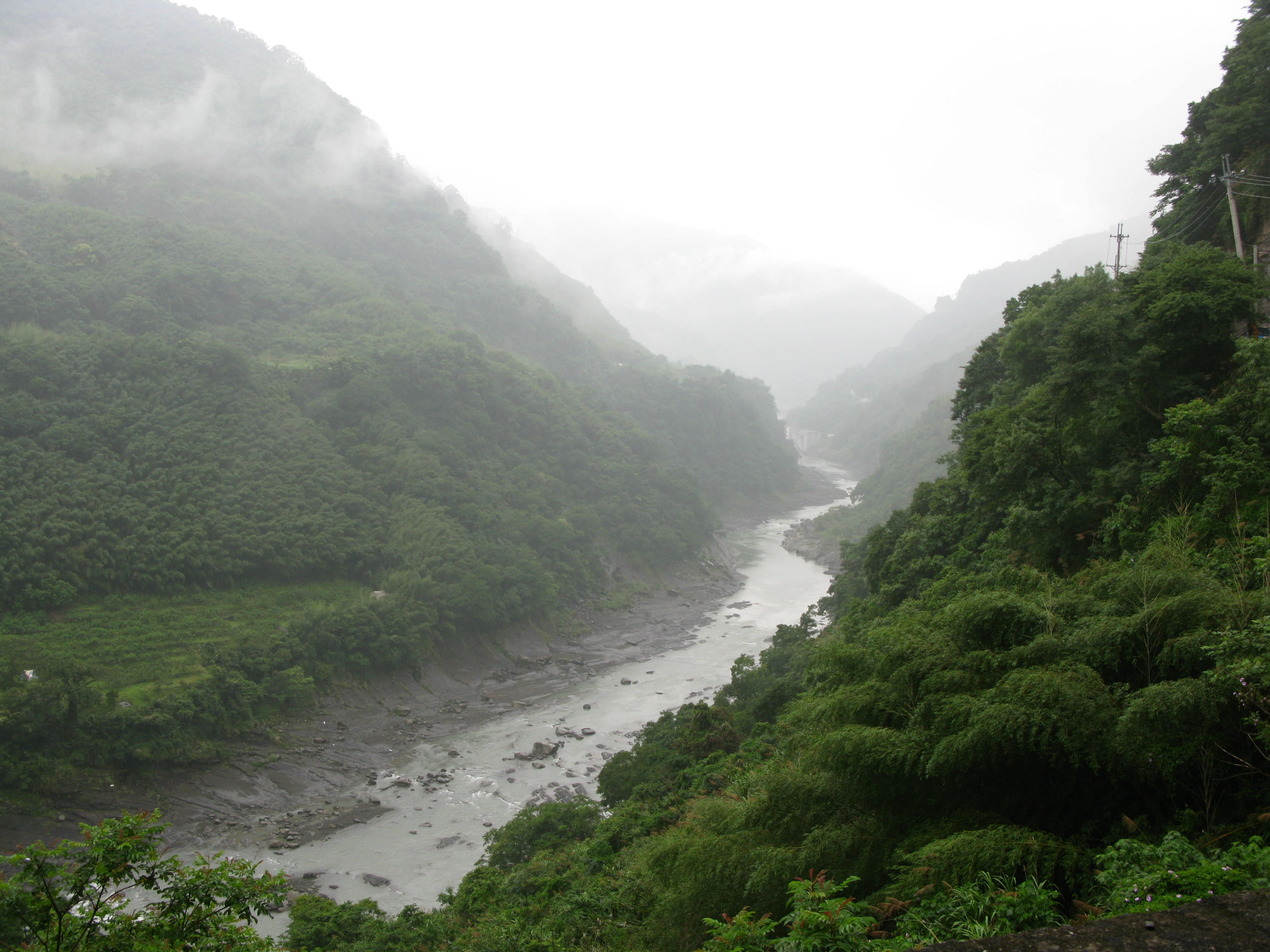
El riu Sanguang al nord-oest de Taiwan

La serralada Alishan es troba a l'oest de la serralada Yushan, a través de la vall del riu Kaoping que flueix al sud. La serralada té elevacions importants entre 1000 i 2000 m. El cim principal, Data Mountain (大塔山), té 2663 m.
Sota els contraforts occidentals de les serres, com els turons Hsinchu i els turons Miaoli, es troben terrasses elevades formades amb material erosionat de les serres. Aquests inclouen l’altiplà de Linkou, l’altiplà de Taoyuan i l’altiplà de Dadu. Al voltant del 23% de la superfície terrestre de Taiwan consta de planes al·luvials fèrtils i conques regades per rius que corren des de les muntanyes orientals. Més de la meitat d'aquesta terra es troba a la plana de Chianan al sud-oest de Taiwan, amb zones menors a la plana de Pingtung, la conca de Taichung i la conca de Taipei. L'única plana important de la costa est és la plana de Yilan al nord-est.

### Clima

Classificació climàtica de Köppen de Taiwan

L'illa de Taiwan es troba sobre el Tròpic de Càncer i el seu clima està influenciat pel monsó d'Àsia oriental. El nord de Taiwan té un clima subtropical humit, amb variacions estacionals substancials de les temperatures, mentre que parts del centre i la major part del sud de Taiwan tenen un clima monsònic tropical on les variacions estacionals de temperatura són menys notables, amb temperatures que solen variar de càlides a càlides. Durant l'hivern (de novembre a març), el nord-est experimenta pluges constants, mentre que les parts central i sud de l'illa són majoritàriament assolellades. El monsó d'estiu (de maig a octubre) representa el 90% de les precipitacions anuals al sud, però només el 60% al nord. La precipitació mitjana és d'aproximadament 2.600 mm per any.

## Recursos naturals

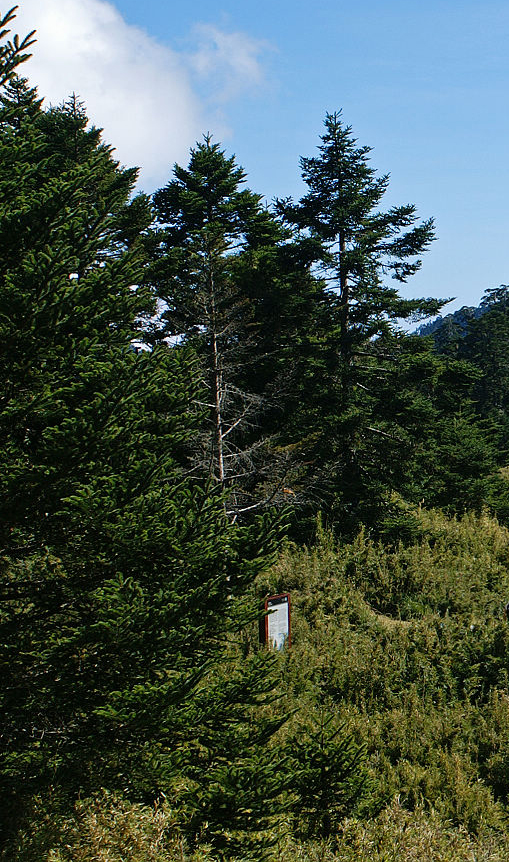
Avet de Taiwan (Abies kawakamii)

Els recursos naturals de les illes inclouen petits jaciments d’or, coure, carbó, gas natural, pedra calcària, marbre i amiant. [1] L'illa té un 55% de boscos i boscos (majoritàriament a les muntanyes) i un 24% de terres cultivables (majoritàriament a les planes), amb un 15% destinat a altres finalitats. El 5% són pastures permanents i l'1% són conreus permanents.
A causa de l’explotació intensiva al llarg de la història premoderna i moderna de Taiwan, els recursos minerals de l'illa (per exemple carbó, or, marbre), així com les reserves d'animals salvatges (per exemple, cérvols), s'han esgotat pràcticament. A més, gran part dels recursos forestals de Taiwan, especialment els avets, van ser collits durant el domini japonès per a la construcció de santuaris i només s'han recuperat lleugerament des de llavors. Fins al dia d'avui, els boscos no contribueixen a una producció significativa de fusta, principalment a causa de les preocupacions sobre els costos de producció i les normatives ambientals.

## Bibliografiа
- Executive Yuan, R.O.C.. The Republic of China Yearbook 2014, 2014. ISBN 978-986-04-2302-0.
- «The Geology of Taiwan».   Department of Geology, National Taiwan Normal University. Arxivat de l'original el 22 febrer 2008.
- «Geology of Taiwan».   Department of Geology, University of Arizona. Arxivat de l'original el 2010-12-05. [Consulta: 5 desembre 2023].
- Williams, Jack Francis; Chang, David. Routledge. Taiwan's Environmental Struggle: Toward a Green Silicon Island, 2008, p. 3. ISBN 978-0-415-44723-2.
- «Geology of Taiwan — University of Arizona».   Geo.arizona.edu. Arxivat de l'original el 5 de desembre 2010. [Consulta: 1r agost 2010].
- Draut, Hoang Van Long; David M. Chew; Hans A. Schouten. Intra-Oceanic Subduction Systems: Tectonic and Magmatic Processes, 2003, p. 84–86. ISBN 1-86239-147-5.
- «Metamorphc Belts». Arxivat de l'original el 2010-12-15.
- Zhang Jinhai; He Lishi. «Geology of Taiwan Province». A: Geological Publishing House. Geology of China, 2002. ISBN 978-7-116-02268-3.
- «Eastern Central Range Introduction». Arxivat de l'original el 2011-05-24.
- «Eastern Central Range Occurrence and Lithology of Metamorphic Rocks». Arxivat de l'original el 2010-12-15.